# 가속도계

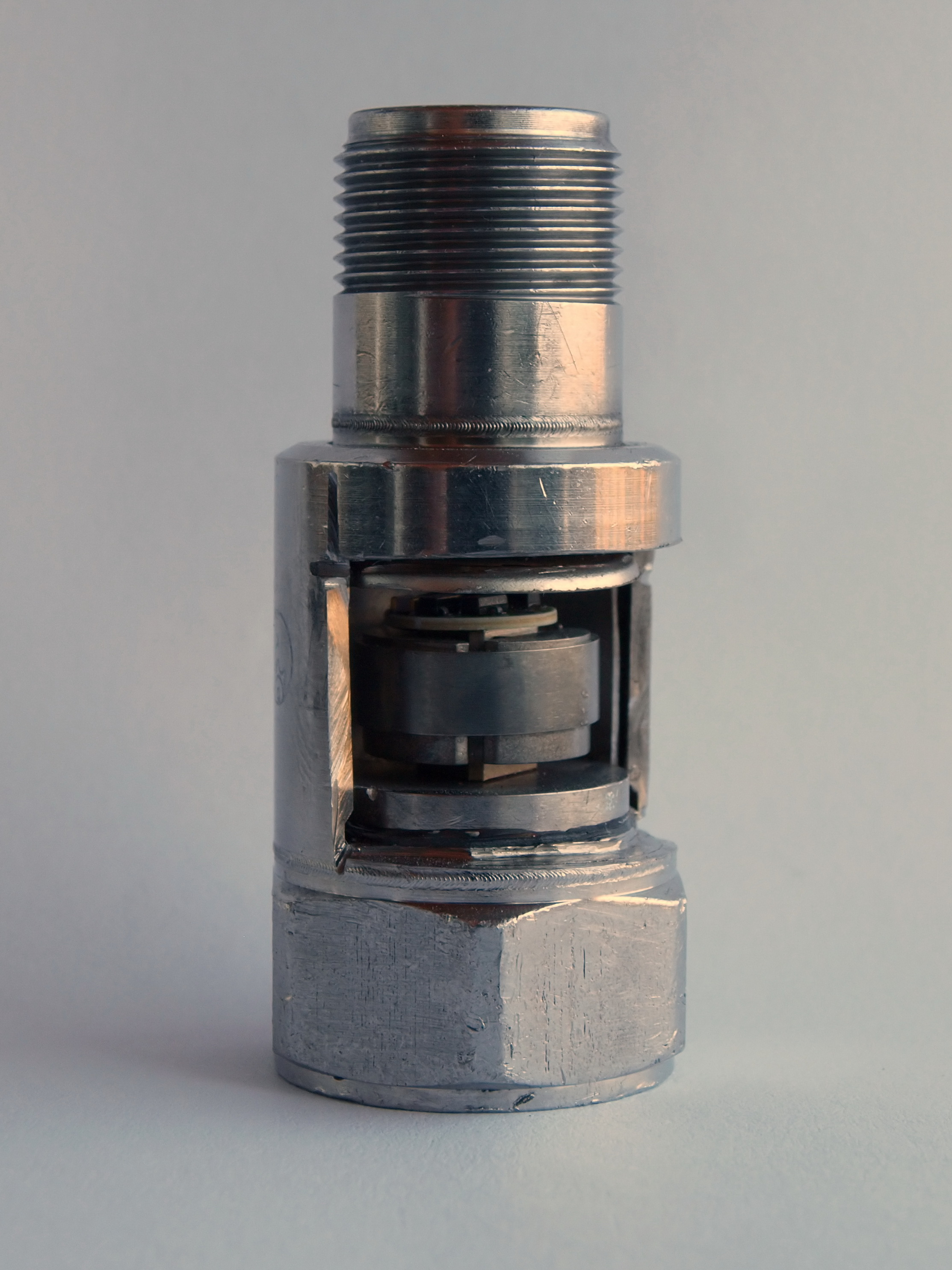

가속도계(Accelerometer)는 물체의 가속도 물리량을 측정하는 장치이다. 단위는 G 값으로 나타내며, 센서에 따라 다양한 범위를 가진다.
가속도계에 쓰이는 센서는 이동하는 물체의 가속도나 충격의 세기를 측정하는 센서이다.

## 같이 보기
- 자유도
- 수진기
- 자이로스코프
- 경사계
- 관성 측정 장비
- 관성항법장치
- 자기계
- 지진계